# Адлер (завод)
Племенно́й форелево́дческий заво́д «А́длер» — федеральное государственное унитарное предприятие, расположенное в селе Казачий Брод, Адлерского района города Сочи. Основано в 1964 году для исследования и воспроизводства одного из самых деликатесных видов рыбы — форели. Одним из видов разводимой форели является радужная форель. Завод является самым крупным производителем её в России, одним из крупнейших в Европе.
В настоящее время завод занимается не только исследовательскими работами, но и выращиванием форели на продажу и производством племенного материала.